# XF8U-3 (航空機)
XF8U-3 クルセイダー III
- 用途：戦闘機
- 分類：艦上戦闘機
- 製造者：チャンス・ヴォート
- 運用者：アメリカ海軍、アメリカ航空宇宙局
- 初飛行：1958年6月2日
- 生産数：5機

XF8U-3 クルセイダー III（Vought XF8U-3 Crusader III）またはスーパークルセイダー（Super Crusader）は、チャンス・ヴォート社により、同社の成功作であったヴォート F-8 クルセイダーの後継機及びマクダネル・ダグラス F-4 ファントム IIの対抗機として開発された航空機である。本機は基本的にF8U-1とF8U-2と同系統に属し、同様に米海軍の古い命名法式に則って機体名称が付与されていたが、この2機種との部品の共有はほとんど無かった。

## 設計と開発

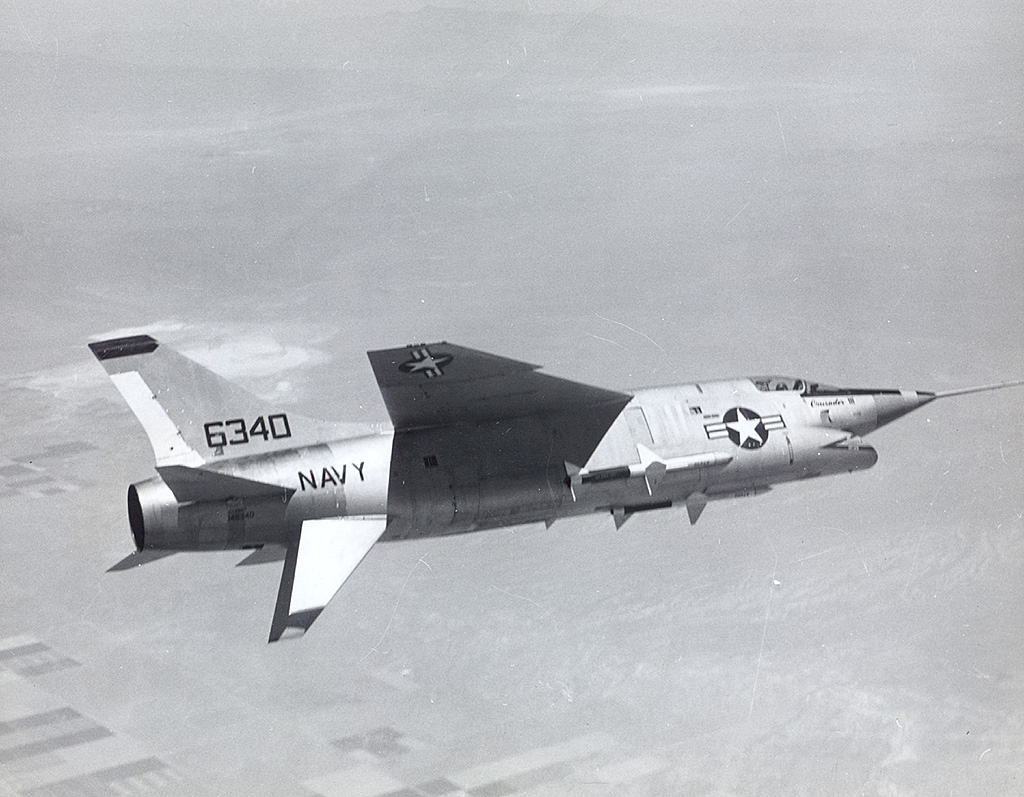
ventral fin(腹びれ)を展開したXF8U-3 Crusader III

F8U-1と-2と並行してクルセイダー機の設計班は、社内名称V-401としてより高性能で大型の機体の設計にも取り掛かっていた。外観はクルセイダーと似ており可変仰角の主翼といった設計上の要素は共通していたが、この新しい戦闘機はより大型でアフターバーナー使用時の推力29,500 lbf（131 kN）を発生するプラット・アンド・ホイットニー J75-P-5A ターボジェットエンジンを搭載していた。マッハ2以上の飛行時に不足した垂直尾翼面積を稼ぐために、胴体後部下面に折りたたみ式の大型のフィンを2枚備えているが、これは着陸時には水平位置に畳まれるようになっている。十分な性能を保証するためにヴォート社は、推力8,000 lbf（35.6 kN）のロケットダイン社製XLF-40 液体燃料 ロケットモーターを追加で装着できるように準備していた。アビオニクスにはAN/AWG-7火器管制コンピューター、AN/APG-74レーダー、AN/ASQ-19データリンク装置が含まれていた。これらの装置は、同時に6目標を追尾しその内の2目標を攻撃することが可能であるように期待されていた。
F8U-1（F-8A）と比較して大幅に変更が加えられたことから、F8U-2（F-8C）は「クルセイダー II」（"Crusader II"）と呼ばれることもあり、その結果、XF8U-3は公式に「クルセイダー III」（"Crusader III"）と命名された。

## 運用の歴史
XF8U-3は1958年6月2日に初飛行を行った。多くの書籍や記事でテスト中に試作機が高度35,000 ft (10,670 m)でマッハ2.6に達したとされているが、実際の（それも1回のみ）到達最高速度はマッハ2.39であり、通常の運用速度はマッハ2.32であった。同様にヴォート社が後部ロケットを装着した状態（上記参照）での最高速度マッハ2.9を計画していたとされているが、風防やほとんどのアルミ合金製機体の機体構造材はマッハ2.35以上での飛行で生じる熱に耐えるようには設計されてはいなかった。
1955年12月に米海軍はマッハ2級の艦隊護衛迎撃機の競争試作を発表した。クルセイダー IIIと後のマクダネル・ダグラス F-4 ファントム IIの間で比較飛行試験が行われ、ヴォート社の設計は機動力という点で一定の優位を示した。ヴォート社の主任テストパイロットのジョン・コンラッド（John Konrad）は後にクルセイダー IIIがF-4 ファントム IIの周囲を円を描いて飛行することができたと述べた。XF8U-3では単独の搭乗員が迎撃飛行と標的機が発するレーダー表示器上の点灯表示を追い続けることが必要なAIM-7 スパロー ミサイルの発射という双方の操作に忙殺されたが、他方ファントム IIには専任のレーダー迎撃士官が搭乗していた。
加えて機関砲の時代は過ぎ去ったという認識と共に、ファントムのかなり大きな搭載量と空対空任務と同様の空対地任務の遂行能力が、ヴォート社の高速であるが単一任務にしか対応していない戦闘機を打ち負かした。同じ理由で、ファントムは元々クルセイダーの様な昼間戦闘機を補完するミサイル武装迎撃機として導入されたにもかかわらず、ベトナム戦争時の主要な昼間制空戦闘機であった海軍のF-8 クルセイダーを代替することとなった。
F8U-3計画は5機が製作されたところで破棄された。3機は試験プログラムで飛行し、クルセイダー IIIが地球の大気圏の95 %以上の高度を飛行できたことから他の2機は大気圏試験のためにアメリカ航空宇宙局（NASA）に移管された。パタクセント・リバー海軍航空基地で飛行していたNASAのパイロットは決まって海軍のファントム IIの迎撃に上がり模擬空戦でこれを打ち負かした。これは海軍側から嫌がらせを止めるように苦情が来るまで続けられた。
クルセイダー IIIは後に全機が廃棄処分にされた。

## 運用
アメリカ合衆国
- アメリカ海軍
- アメリカ航空宇宙局

## 諸元
The Great Book of Fighters,American Fighter Aircraft, and MiG Master
- 乗員：1名
- 全長：17.88 m (58 ft 8 in)
- 全幅：12.16 m (39 ft 11 in)
- 全高：4.98 m (16 ft 4 in)
- 翼面積：41.8 m2 (450 ft2)
- 翼面荷重：350 kg/m2 (72 lb/ft2)
- 空虚重量：9,915 kg (21,860 lb)
- 全備重量：14,660 kg (32,320 lb)
- 最大離陸重量：17,590 kg (38,770 lb)
- 推力/重量比：0.74
- エンジン：1 × プラット・アンド・ホイットニー J75 ターボジェットエンジン
  - ドライ推力：16,500 lbf (73.4 kN)
  - アフターバーナー使用時推力：29,500 lbf (131.2 kN)
- 燃料搭載量： 7,700 L (2,000 US gal)
- 最大速度：2.39 マッハ (demonstrated) at 50,000 ft (15,000 m)
- 巡航速度：925 km/h (575 mph, 500 kn)
- 巡航高度：18,300 m (60,000 ft)
- 航続距離：
  - 外部増槽付き：1,040 km (645 mi, 560 nmi)
  - フェリー時：3,290 km (2,045 mi, 1,777 NM)
- 上昇率：165 m/s (32,500 ft/min)

- 武装：
  - 機銃：4 × 20 mm (0.79 in) コルト Mk 12 機関砲（計画のみ、装着されず）[8]
  - ミサイル：
    - 3 × AIM-7 スパロー レーダー誘導ミサイル
    - 4 × AIM-9 サイドワインダー ミサイル
- アビオニクス
  - Raytheon Aero 1B 兵装管制システム
    - Autotechnicas AN/AWG-7 ミサイル管制システム
    - AN/APQ-50 レーダー